# HD 117200
HD 117200，又名BD+65 935，SAO 16078、HR 5074，是一颗恒星，视星等为6.66，位于銀經116.77，銀緯51.96，其B1900.0坐标为赤經13h 23m 42.6s，赤緯+65° 51.96′ 12″。